# Jan Albert Sichterman
| Linkertekst (alt)                                                       |  | Rechtertekst (alt) |
| Jan Albert Sichterman met zijn zoon Jan Albert. (Philip van Dijk, 1745) |  | Sybilla Volkera Sichterman-Sadelijn met haar dochters Sybilla Volkera en Christina Elisabeth. (Philip van Dijk, 1745) |

Jan Albert Sichterman (Groningen, 19 september 1692 – 15 januari 1764) was een functionaris in dienst van de Vereenigde Oostindische Compagnie. Na zijn carrière in de Oost keerde hij als een zeer vermogend man terug naar zijn geboortestad Groningen waar hij een klein paleisje liet bouwen: het Sichtermanhuis aan de Ossenmarkt.
Jan Albert Sichterman nam net als zijn vader Galenus Sichterman dienst in het leger, maar op zijn 23-ste bracht hij in een duel zijn tegenstander om het leven. Om de gevolgen te ontlopen meldde hij zich aan bij de VOC, en in 1716 vertrok hij als onderkoopman naar Indië. Hij kreeg daar een functie als onderkoopman in Bengalen. Daar trouwde hij in 1721 met Sibylla Volkera Sadelijn, dochter van de latere directeur van Bengalen, Jacob Sadelijn, de onderdirecteur van Bengalen. Ze kregen acht kinderen, die naar Nederland werden gestuurd voor hun opvoeding.
Zijn carrière verliep voorspoedig. In 1725 werd hij koopman en fiscaal voor de VOC in Bengalen. In 1731 werd hij benoemd tot Opperhoofd in Cassimbazar. Toen Rogier Beerenaart, VOC-directeur van Bengalen in 1733 overleed, nam Jan Albert Sichterman zijn taken waar. Op 18 juni 1734 werd hij door de VOC tot directeur benoemd. Hij bleef dat tot 1744. In 1740 werd Sichterman tevens tot raad extraordinaris van de Raad van Indië benoemd. Afgezien van het maandelijkse salaris van 180 gulden per maand, moest een directeur het vooral hebben van de voorrechten, provisies en illegale persoonlijke handel. Sichterman was bijvoorbeeld betrokken bij handige geldwisseltrucs van de Oostendse Compagnie vlak voor deze haar activiteiten moest stoppen, en hij investeerde op persoonlijke titel in de intra-Aziatische handel van de Fransman Joseph Dupleix, en heeft daarmee waarschijnlijk veel geld verdiend. Verschillende malen stuurde hij vrachten van waarde buiten medeweten van de VOC om naar zijn Nederlandse zaakwaarnemer, de Amsterdamse wijnhandelaar Gerard Pauw.
Ten behoeve van gunstige handelsbetrekkingen wisselden de VOC en de Indiase bestuurders geschenken uit, en zo verkreeg Sichterman in 1739 een baby-neushoorn, die in de provincie Assam was gevangen. De tamme neushoorn mocht tot veel plezier van de aanwezigen door het huis lopen, maar na twee jaar werd ze te groot en gaf Sichterman haar weg aan Douwe Mout, een schipper van de VOC.
In de eerste jaren van zijn bestuur als directeur van Bengalen was er sprake van rust en welvaart in Bengalen, maar in 1740 werd de Nawab (gouverneur) afgezet door zijn onderschikte. De nieuwe Nawab leidde een veel onafhankelijker koers, waarnaar de Europese compagnieën zich moesten schikken. De toenemende concurrentie tussen de Nederlanders, Engelsen en Fransen en de toenemende aanvallen van een naburige hindoestam zorgden voor onrust in het gebied. Sichterman liet daarom de factorij in Hooghly fortificeren. Hij noemde de versterking Fort Gustavus naar gouverneur generaal Gustaaf Willem van Imhoff.
In 1744 droeg hij zijn functie van directeur over aan Jan Huygens, en werd in Batavia in de Raad van Indië benoemd, maar Sichterman vertrok in oktober van hetzelfde jaar naar Nederland. Twee schepen in de vloot waren nodig om zijn bezittingen te transporteren. In Groningen liet Sichterman een herenhuis in Lodewijk XV-stijl bouwen aan de Ossenmarkt, waarin zijn kunstschatten een plaats kregen. Hij bezat een grote collectie Japans en Chinees porselein, een grote verzameling exotica opgeborgen in kabinetten van tropisch hout, ingelegd met ivoor en parelmoer. Ook had hij een collectie van 481 schilderijen, waaronder doeken van Rembrandt en Ruysdael. Sichterman bezat tevens de buitenplaats Woellust in Wildervank.
Indische prinses

Tweehonderd jaar na zijn dood ging in Groningen nog steeds het verhaal rond dat Sichterman een prinses uit Indië had meegebracht. Ze was gesluierd en vertoonde zich nooit. Ze stierf al snel omdat ze niet tegen het klimaat kon. Sichterman heeft haar gebalsemd zodat ze haar schoonheid zou behouden, en de loden kist waarin ze was gelegd in een glazen kist op de zolder van zijn huis gezet. Sichterman kon volgens het verhaal niet scheiden van haar, en ging regelmatig naar de zolder om haar te bezoeken. Maar toen het in het huis vreselijk begon te spoken, heeft men haar op een avond bij fakkellicht bijgezet in de grafkelder in de Nieuwe Kerk.
Sichterman, ook wel 'de Bengaal' genoemd, heeft in Groningen geen bestuurlijke functie vervuld. Hij wist vermoedelijk niet tot het regentencircuit door te dringen door zijn extravagante levensstijl. Hij liet zich rondrijden in een koets met zes paarden en zes donkere bedienden. Hij had ook de gewoonte om zo nu en dan geld uit het raam te gooien naar de arme bevolking. Sichterman stond ook bekend als een rokkenjager. Een van zijn advocaten, ene Kersteman, hield aan zijn escapades een goed jaarsalaris over.
Op 15 januari 1764 overleed Sichterman, en bleek hij schulden te hebben. Zijn weduwe veilde de inboedel; het herenhuis aan de Ossenmarkt vond pas in 1770 kopers en werd gesplitst. Alhoewel hij niet als zodanig geregistreerd stond, doen de vijf maçonnieke glazen in de nagelaten inboedel vermoeden dat hij vrijmetselaar was.

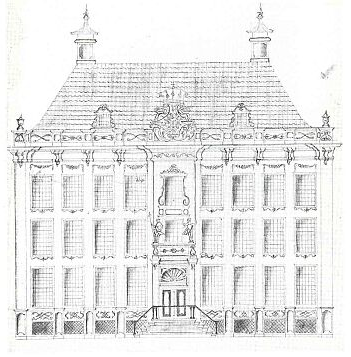
Ontwerp van het herenhuis van Sichterman aan de Ossenmarkt.
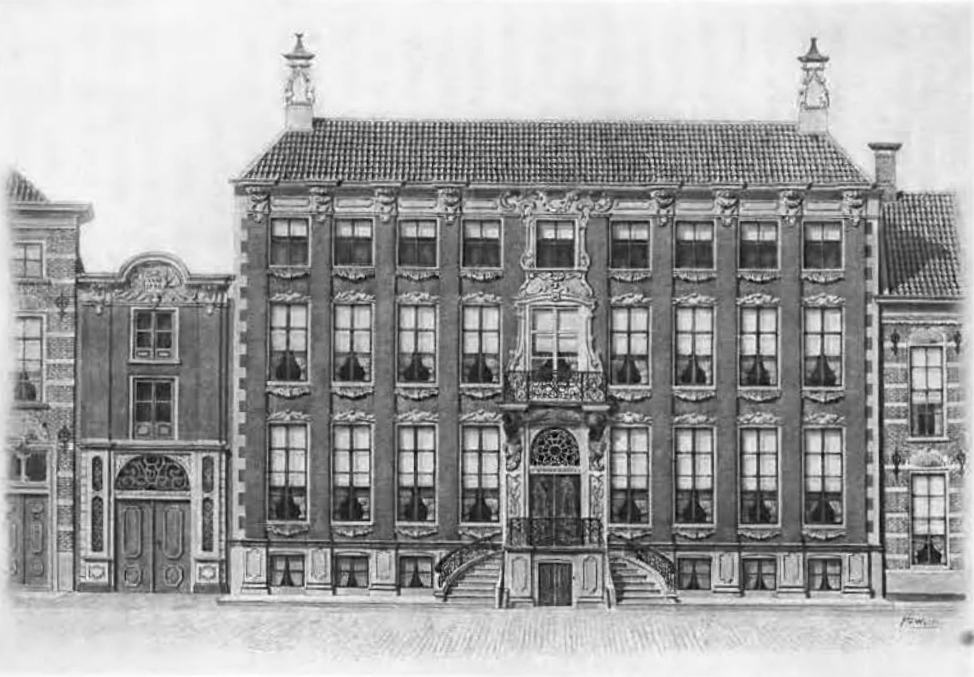
Het huis zoals het er waarschijnlijk uitzag voor de splitsing. Links de koetspoort
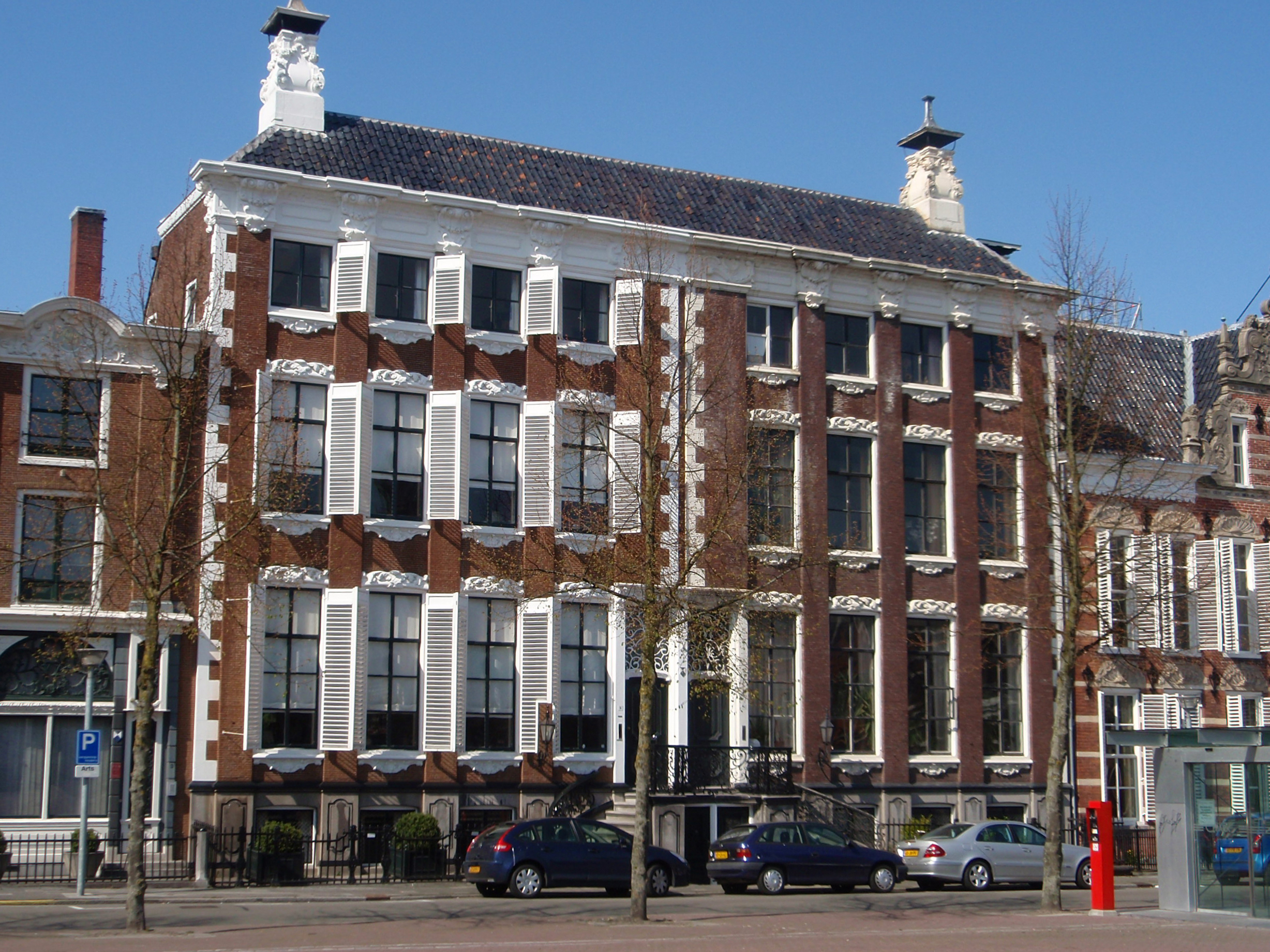
Het Sichtermanhuis zoals het er nu bij staat. Door de splitsing verdwenen de monumentale voordeur, het balkon en twee ramen.
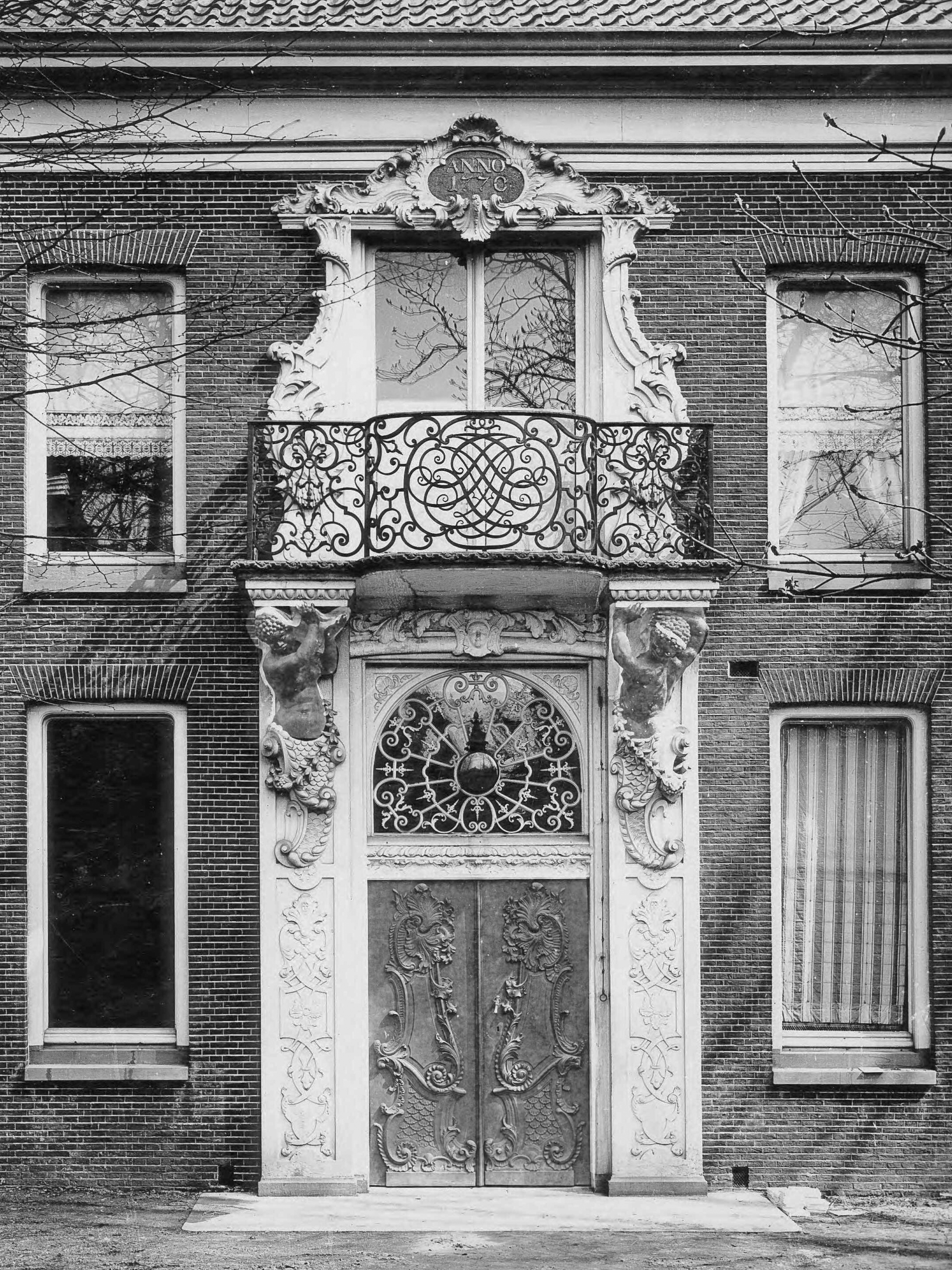
De monumentale voordeur en het balkon verhuisden na de splitsing van het huis aan de Ossenmarkt naar het Hof van Iddekinge. Na sloop van het Hof gingen de deuren en het balkonhek naar het Groninger Museum.[7] Het balkonhek bevat de initialen van Sichterman: JAS

## Nageslacht
- Anthony Ewoud, 23 februari 1722 in Indië geboren maar in 1736 naar Holland gezonden, schreef zich op 12 september 1739 in als student rechtsgeleerdheid aan de Academie van Groningen. Na enige jaren werd hij kapitein van een compagnie te voet. Hij schaakte en huwde Josina Petronella Alberda van Rensuma.
- Francina Margaretha, huwde 25 mei 1744 met Scato Gockinga
- Johanna Maria, huwde 24 mei 1744 met de regent Berend van Iddekinge, later burgemeester van Groningen.
- Gerrit Jan, in 1736 naar Holland gezonden, 20 september 1742 als student recht ingeschreven, werd kolonel en commandant van het Fort De Roovere te Bergen op Zoom.
- Jan Albert sloot zich aan bij het leger en stierf in 1750 op 17-jarige leeftijd.
- Sibylla Volkera huwde 1 maart 1755 met Rembt Tobias van Iddekinge.
- Christine Elisabeth huwde 9 maart 1766 met Anton Adriaan Falconer, graaf van Kintore.

- Biografisch Portaal: 88884831
- Gemeinsame Normdatei: 104322047
- International Standard Name Identifier: 0000 0000 5528 0493
- Library of Congress Control Number: nr99013601
- Nederlandse Thesaurus van Auteursnamen: 074481711
- RKD-Nederlands Instituut voor Kunstgeschiedenis: 459616
- Système universitaire de documentation: 188798145
- Virtual International Authority File: 31916030
- WorldCat: E39PBJxrY6WWkVmrjDfc6rRtKd